# Austin A40 Sport

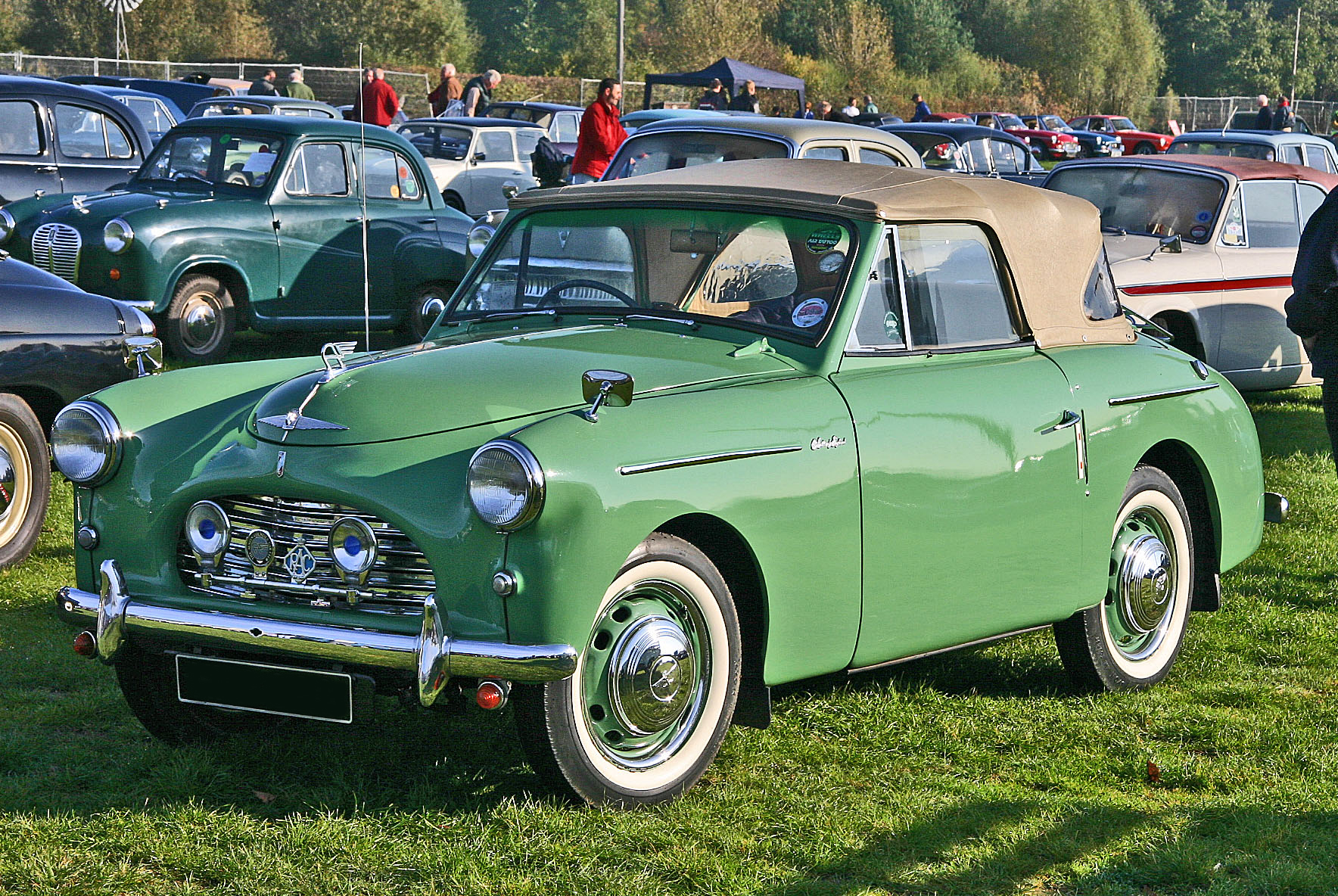
Austin A40 Sport

Voir Austin A40 pour les autres modèles.
L' Austin A40 Sport a fait ses débuts en 1949 au salon de l'Automobile de Londres sous la forme d'une version cabriolet de l'Austin A40 à carrosserie en aluminium – porteuse d'une plaque de nom Austin d'Angleterre et de l'ornement de capot Austin Flying A, conçue et fabriquée en collaboration avec Jensen Motors.
La production de l'A40 Sport, qui fut plus conçue comme voiture de tourisme sportive que comme véritable voiture de sport, a débuté en novembre 1950 pour les modèles de l'année 1951. À la fin de la production en 1953, un peu plus de 4 000 exemplaires avaient été produits.

## Vue d'ensemble
Une collaboration parmi d'autres entre Austin et Jensen Motors de West Bromwich, l'A40 Sport est née lorsque le président Leonard Lord vit la Jensen Interceptor et demanda à Jensen de développer une carrosserie qui puisse utiliser la mécanique de l'A40. L'A40 Sport résultante, de type carrosserie-sur-châssis, fut conçue par Eric Neale (en), styliste qui rejoignit Jensen en 1946 après avoir travaillé chez Wolseley Motors. Au cours de la production, les carrosseries furent construites par Jensen et transportées à l'usine Austin de Longbridge pour l'assemblage final.
Par la volonté de Lord, l'A40 Sport fut basée sur la mécanique de l'Austin A40 Devon, même si le centre de la section du châssis fut caissonné pour assurer la rigidité de la carrosserie ouverte. L'A40 Sport employait également une version du moteur 1,2 L de production muni d'un double carburateur SU délivrant 47 ch (34 kW), plutôt que 43 ch (31 kW). Le levier de vitesse était à l'origine au plancher. La direction était de type à vis et rouleaux, la suspension était indépendante à l'avant, avec un essieu rigide et des ressorts à lames semi-elliptiques à l'arrière.
La production de l'A40 Sport se fit en deux séries. La première Série GD2 commença en novembre 1950 et avait un levier de changement de vitesse au plancher, la commande de freins hydraulique sur les roues avant et mécanique à l'arrière, et le tableau de bord de la Devon. La Série GD3 commença en août 1951 et s'est terminée en avril 1953, dotée du changement de vitesses sur la colonne de direction, de freins à commande hydraulique sur les quatre roues, et une version révisée du tableau de bord avec les instruments centrés. 4 011 exemplaires de l'A40 Sport ont été produites.

## Performance
L'A40 Sport avait du mal à maintenir les 97 à 105 km/h en vitesse de croisière, – malgré une vitesse de pointe de 125,2 km/h telle qu'enregistrée par le magazine britannique The Motor en 1951 – et put accélérer de 0–97 km/h en 25,6 secondes. Les tests révélèrent une consommation de carburant de 9,6 L/100 km.
Rapportant des performances similaires, un test routier du magazine Autocar en 1950, décrit l'accélération comme "pas surprenante, mais plus que suffisante". Les freins et la direction ont été félicités, ainsi que le "très bon espace pour les bagages" et les instruments "facile à lire", mais il fut noté qu'une "portée de jambe considérable" était nécessaire pour utiliser le "commutateur au pied" commandant les phares.

## Prix du marché
Aux États-Unis – principal marché cible initial – l'A40 fut présentée à environ 2 200 $ (l'équivalent de 21 750 $ en 2015). Elle était offerte à environ 818 £ au royaume-UNI, à un moment où une berline courante, dominante du marché intermédiaire des six cylindres, la Vauxhall Velox, valait 550 £ et la propre berline Austin A40 un peu plus de 500 £.

## Le tour du Monde en 1951
Comme coup publicitaire pour promouvoir l'A40 Sport, Leonard Lord paria avec Alan Hess du département de publicité d'Austin qu'il ne pouvait pas faire le tour du monde en 30 jours avec la voiture. En 1951, une A40 Sport pilotée par Hess réalisa le tour du monde, un tour de force en 21 jours plutôt que les 30 prévus – avec l'aide d'un avion-cargo KLM – couvrant environ 16 000 km, avec une moyenne de 475 km par jour et une consommation de 9,7 L/100 km.